# M/T Barbat
M/T Barbat je trajekt hrvatske brodarske tvrtke Rapska plovidba.
Izgrađen je 2007. godine. Matična luka mu je Rijeka. Kapacitet auta je 63. Maksimalna brzina je 11.9 čvorova. Danas plovi na relaciji Stinica-Otočić Mišnjak.